# Station Martigny (Zwitserland)
Station Martigny, Frans: Gare de Martigny, is het grootste spoorwegstation in de Zwitserse plaats Martigny. Het ligt op een hoogte van 460 m. Het station van de CFF ligt aan de spoorlijn Lausanne - Brig door het Rhônedal. Het station werd met een voorlopige inrichting in 1859 geopend, in 1878 werd het gebouwd zoals het er nu nog staat. Voordat er in 1987 voor auto's naar de Grote Sint-Bernhardpas en de Col de la Forclaz een rondweg om Martigny werd aangelegd, die voor een deel door een tunnel gaat, begon van het station door Martigny de hoofdweg naar beide passen.
Het station van Martigny ligt in de bocht van het spoor, die bij Martigny een rechte hoek maakt. De spoorlijn volgt het dal van de Rhône, die bij Martigny globaal vanuit het oosten naar het noorden van richting verandert naar het Meer van Genève.
Behalve station voor de CFF beginnen in Martigny de Saint-Bernard Express en de Mont-Blanc Express. Beide lijnen stijgen de bergen in, dus zijn een tandradspoorweg.
- De Saint-Bernard Express naar het zuiden is de spoorlijn naar Orsières. In Sembrancher splitst de lijn zich in de richting van le Châble en naar Orsières. Van le Châble kunnen de mensen verder naar Verbier, na Orsières kan men met de bus naar de Grote Sint-Bernhardpas
- De Mont-Blanc Express naar het westen is de spoorlijn naar Châtelard. Le Châtelard VS is het grensstation tussen Zwitserland en Frankrijk en de verbinding naar de stations Chamonix-Mont-Blanc en Saint-Gervais.

Beide lijnen zijn in beheer van de regionale Transports de Martigny et Régions (TMR).

## Treinverbindingen

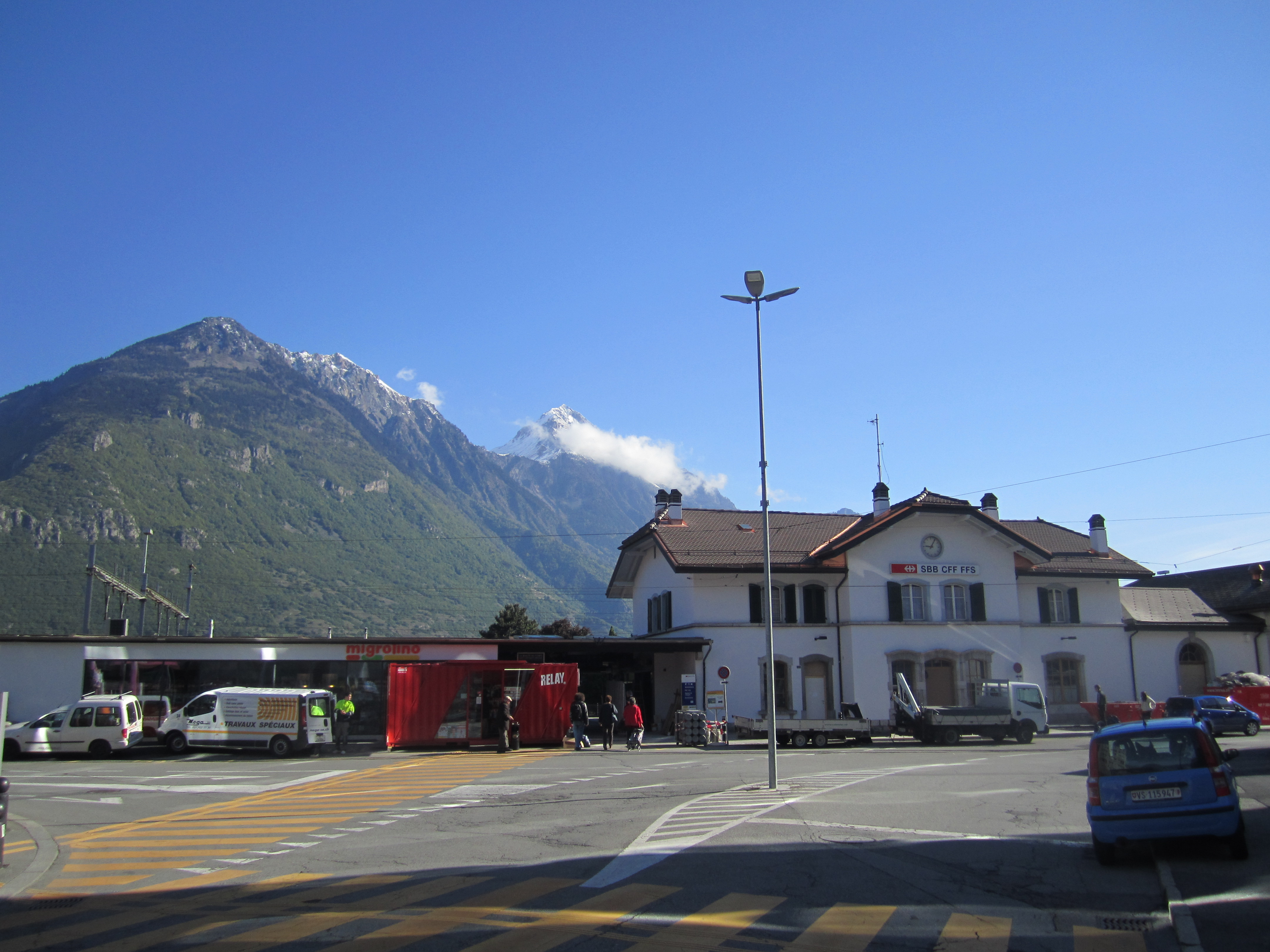
station van Martigny

| Serie | Treinsoort      | Route                                                                            | Bijzonderheden |
| ----- | --------------- | -------------------------------------------------------------------------------- | -------------- |
| IR 90 | Intercity (SBB) | Genève-Aéroport – Genève-Cornavin – Lausanne – Montreux – Martigny – Sion – Brig |                |